# Chek Lap Kok

Chek Lap Kok (chinês tradicional: 赤鱲角) é uma ilha na parte ocidental de Hong Kong. Era uma das duas ilhas (a outra era Lam Chau) que foram unidas através do depósito de grandes quantidades de escombros, formando assim um grande aterro marítimo para formar uma plataforma de 12,48 km² para sobre ela construir o Aeroporto Internacional de Hong Kong. Popularmente este aeroporto é também conhecido como Chek Lap Kok Airport.